# MG 'Old Number One'
Pour les articles homonymes, voir MG et Number One.
La MG 'Old Number One' est une voiture de sport prototype de compétition, du constructeur automobile anglais Morris d'Oxford, produite à 1 exemplaire en 1925, considérée comme la première voiture de sport de compétition MG (Morris Garage) de la marque,,,.

## Histoire
William Richard Morris créé sa marque Morris en 1910 pour fabriquer ses premières voitures dans son garage-concession d'Oxford, à 90 km au nord-ouest de Londres, ainsi que son réseau de concessions Moris Garage, pour devenir rapidement le premier constructeur automobile d’Angleterre en 1925. 

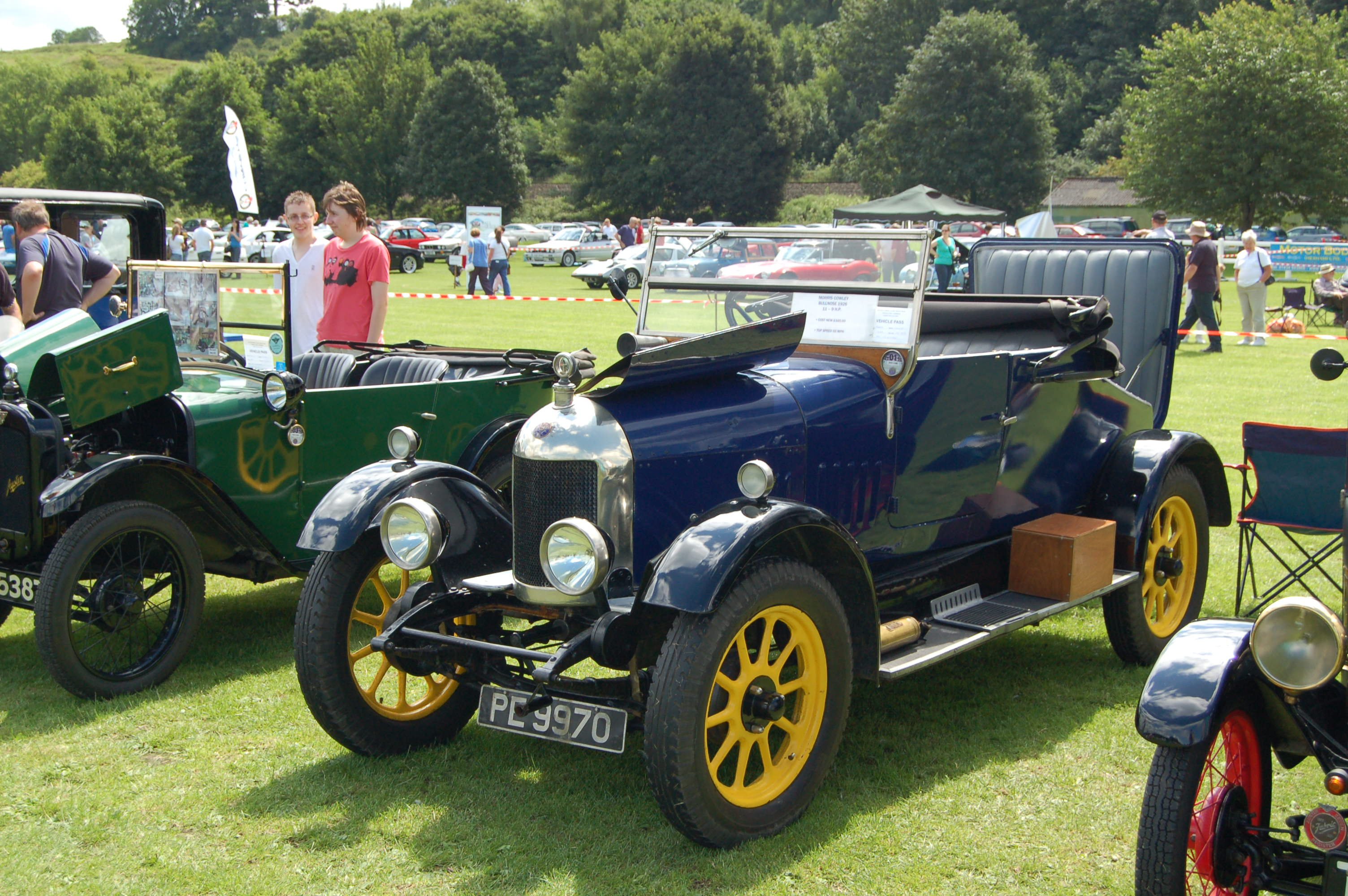
Morris Cowley Bullnose (1919)
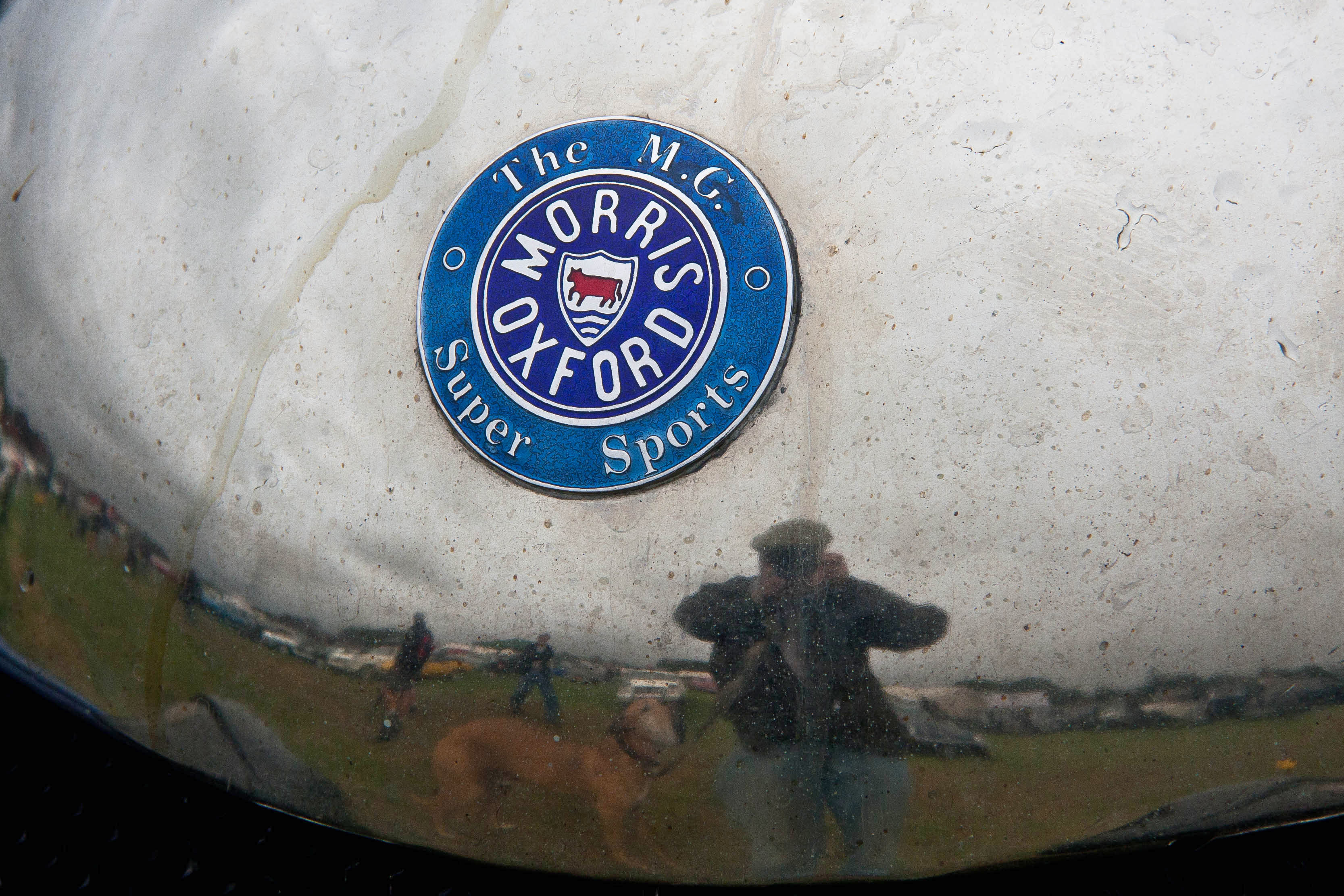
Logo Morris Oxford

Cecil Kimber (directeur général des ventes de la concession Morris Garages d'Oxford, et passionné de courses automobiles) conçoit alors les MG 14/28 (en) sport de 1924 ainsi que cette voiture de compétition, avec un logo « Morris Oxford » au moment de la création de la marque MG (Morris Garage) en 1924. 

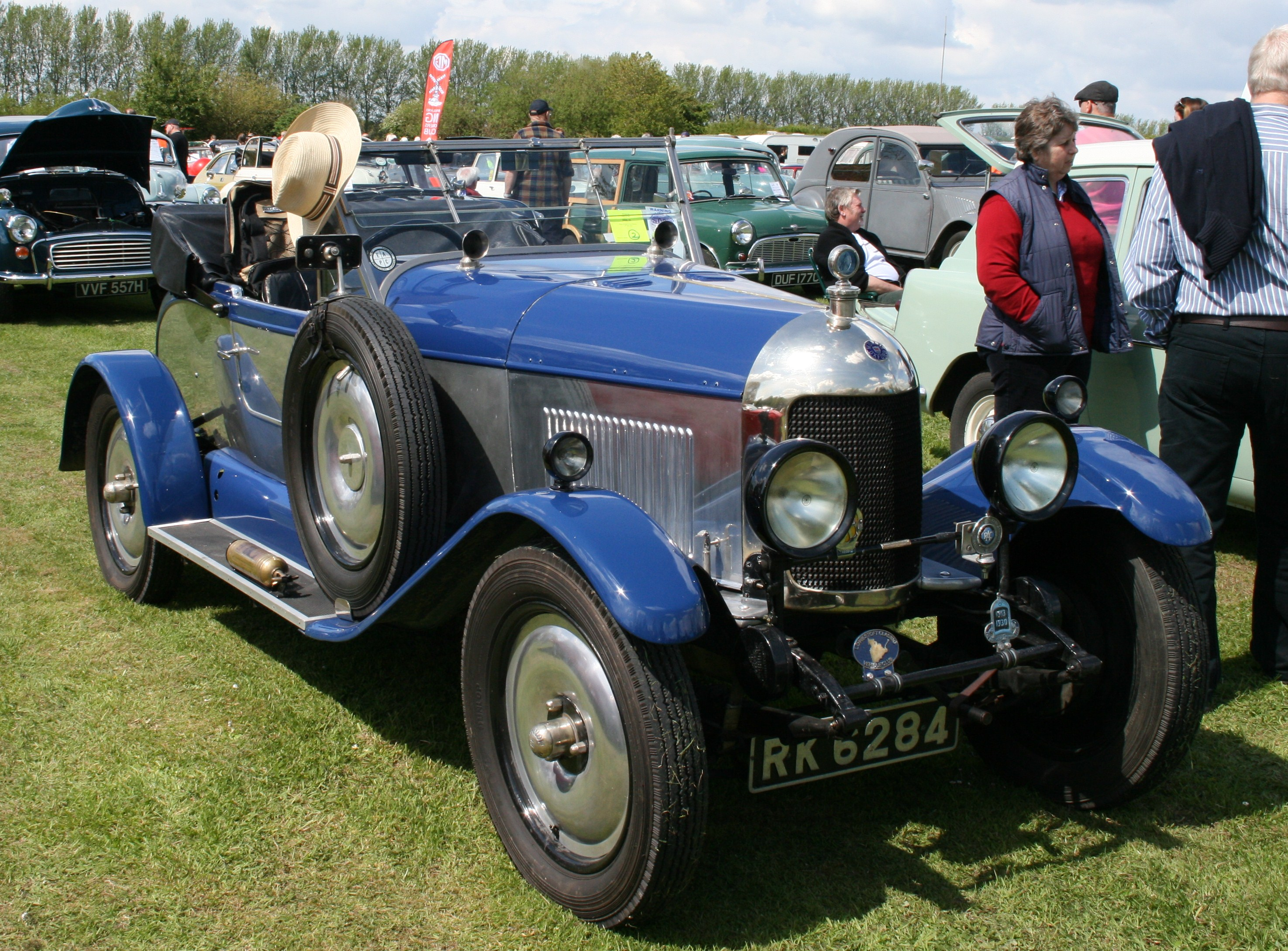
MG 14/28 (en) sport (1924)
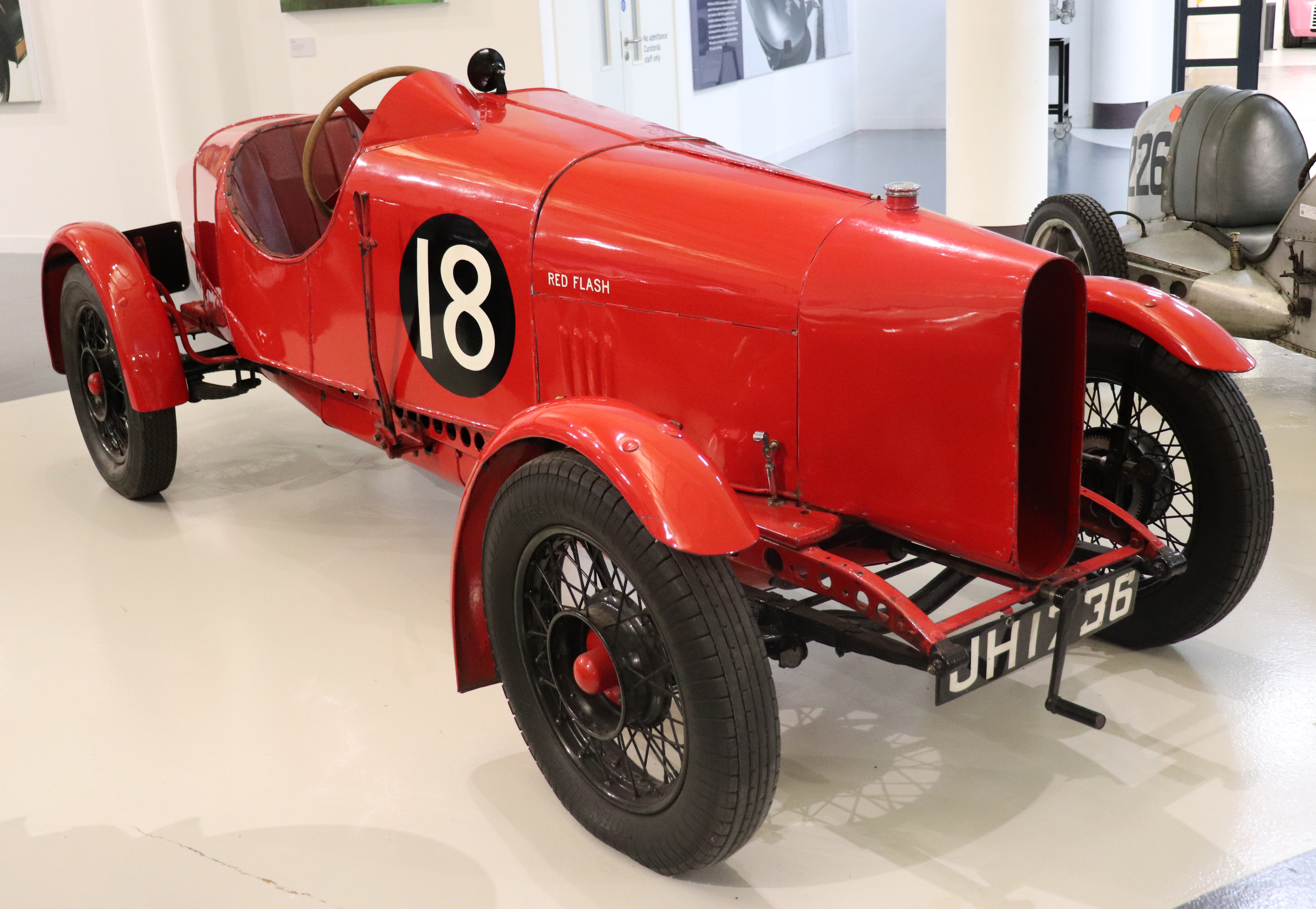
Morris Oxford Red Flash Special 1.8 (1926)

Ce prototype est conçu sur une base de Morris Cowley Bullnose de 1919, dont elle reprend le châssis modifié, la carrosserie allégée, et le moteur 4 cylindres en ligne Hotchkiss de 1,5 L de 26 ch pour 130 km/h,. Elle est assemblée par Morris, avec une carrosserie réalisée par Carbodies de Coventry. Une variante Morris Oxford 'Red Flash' Special 1.8 de 1926 est dotée de la version 1,8 L des moteurs de Morris Cowley Bullnose.  

## Compétition
Cette voiture remporte quelques courses locales de 1925, autour de Londres, dans sa catégorie voitures légères,.

## Collection
La voiture a été retrouvée et entièrement restaurée par MG, et nommée ultérieurement MG 'Old Number One', pour en faire une voiture de promotion publicitaire pour la marque. Les deux voitures MG 'Old Number One' et Morris Oxford Red Flash sont exposées à ce jour au British Motor Museum de Gaydon dans le Warwickshire.